# Rapid Thermal Processing
Rapid Thermal Processing (dt.: schnelle thermische Bearbeitung) ist ein Überbegriff für die Bearbeitung von Wafern in einem Hochtemperaturprozess, bei dem eine sehr rasche Erhitzung des Wafers mit Halogenlampen erzielt wird.

## Grundprinzip
Der in die Prozesskammer eingebrachte Wafer wird durch mehrere Halogenlampen (meist 150–250 Stück bei 200-mm-Wafern) mit einer Gesamtleistung von 40 kW und mehr auf eine Temperatur von ca. 1000 °C erwärmt.
Durch die hohe Leistung der Lampen sind Aufheizraten (engl. ramp-up) von bis zu 400 Kelvin pro Sekunde möglich. Nach Abschalten der Halogenlampen kühlt der Wafer wiederum sehr schnell ab (engl. ramp-down, ca. 50 Kelvin pro Sekunde). Die meisten RTP-Prozesse finden unter Vakuum statt, um eine ungewollte Oxidation zu vermeiden.

## Prozesse

### Rapid Thermal Annealing
Rapid Thermal Annealing (RTA, dt.: schnelle thermische Ausheilung) dient zur Ausheilung der Kristallstruktur des Wafers, beispielsweise nach Implantationsprozessen.
Durch dieses Verfahren werden Kristallgitterfehler im behandelten Wafer reduziert und somit die elektrischen Eigenschaften verbessert.
Um dies zu erreichen, wird der Wafer 10–20 Sekunden auf Temperaturen um 1000 °C gebracht. So können sich kleinere Versetzungen im Kristall ausgleichen und etwaige Dotanden auf Zwischengitterplätze besser ins Kristallgitter einfügen. Durch die kurzen Prozesszeiten wird jedoch die weitere Diffusion der Dotierstoffe auf ein Minimum begrenzt.

### Rapid Thermal Oxidation
Rapid Thermal Oxidation (RTO, dt.: schnelle thermische Oxidation) dient zur Erzeugung von sehr dünnen Oxiden (< 20 Ångström), vorrangig Siliziumdioxid auf Siliziumsubstraten, die zum Beispiel als Streuoxid für Implantationsprozesse dienen. Der Prozess stellt eine Weiterentwicklung der thermischen Oxidation von Silizium dar. Im Gegensatz zu thermischen Oxidation, bei der eine Vielzahl von Wafern gleichzeitig in einem Oxidationsofen prozessiert werden, handelt es sich bei RTO-System in der Regel um Einzelwaferverarbeitungsanlagen. RTO ist hinsichtlich der Oxidwachstumsraten nicht bedeutend schneller, als die Oxidation in großen Oxidationsöfen, betrachtet man aber den gesamten Vorgang (Beladen, Hochheizen, Oxidation und Kühlen) reduziert sich der zeitliche Aufwand von Stunden auf ein paar Minuten; allerdings nur für einen anstatt von 50 Wafern.

## Weitere Anwendung
Erzeugung von Titandisilicid durch Auftrag einer Titanschicht von ca. 40 nm Dicke und anschließender Umwandlung in ein Silicid durch RTP